# اچ‌ام‌اس دانا (۱۸۶۷)
اچ‌ام‌اس دانا (۱۸۶۷) (به انگلیسی: HMS Danae (1867)) یک کشتی بود که طول آن ۲۱۲ فوت (۶۴٫۶ متر) بود. این کشتی در سال ۱۸۶۷ ساخته شد.